# 郑森禹
郑森禹（1910年—1997年），原名袁瑞蹈，男，浙江慈溪人，中国社会活动家、新闻工作者，曾任第三、四、五、六届全国政协委员